# Port lotniczy Jaluit
Port lotniczy Jaluit (IATA: UIT) – port lotniczy zlokalizowany na atolu Jaluit (Wyspy Marshalla).

## Linie lotnicze i połączenia
- Air Marshall Islands (Kili, Majuro)